# Пребонд
Пребонд  (грч. Περβοῦνδος) је био словенски кнез и побуњеник против византијске власти из 7. века.

## Биографија
У другој књизи Чуда Светог Димитрија, помиње се извесни Пребонд, као краљ Ринхина (ὀ τῶν Ῥυγχίνων ρῆξ).
 Према Чудима Пребонд је привукао пажњу византијског aрхoнта града Солуна, будући да је наводно био непријатељски настројен према Византији и планирао напад на Солун. Чувши то, цар Византијe Константин (668—685) наредио је да се Пребонд ухапси.  Током цареве посете Солуну, Пребонд је на превару ухваћен, стављен у окове и послат у Цариград.  Ринхини и Струмљани послали су своје поклисаре цару, тражећи да пусте њиховог господара, и Константин је обећао да ће њихове молбе услишити чим оконча рат са Арапима. 
У међувремену, Пребонд се током свог ропства спријатељио са једним царским писарeм, који га је наговарао да побегне. Будући да је течно говорио грчки, Пребонд се прерушио у Византијца и једноставно изашао из Цариграда кроз капије Влахерне. Након овога, сакрио се у писареву кућу код града Визе у данашњој Турској. Разрајен, цар је послао своје људе у потеру за њим, и обавестио Солуњане да ће град вероватно убрзо бити нападнут. Потрага је завршена након 40 дана, када је писарева жена разоткривена када је носила храну у Пребондово склониште.  Читава писарева породица је убијена, док је Пребонд одведен на испитивање. Након што је поново пробао да побегне, а његова жеља да све Словене подигне против Византијског царства постала очигледна, и он је погубљен.
Сазнавши да им је владар убијен, Словени су кренули на Солун и поново га опсели, 676. године. 